# Bioscypha
Bioscypha is een geslacht van schimmels uit de orde der Helotiales. De familie is nog niet eenduidig bepaald (Incertae sedis). De typesoort is Bioscypha cyatheae.

## Soorten
Volgens Index Fungorum telt dit geslacht twee soorten (peildatum januari 2022):
| Soortnaam             | Auteur(s)          | Publicatiejaar |
| --------------------- | ------------------ | -------------- |
| Bioscypha cyatheae    | Syd.               | 1927           |
| Bioscypha pteridicola | Samuels & Rogerson | 1990           |